# Мар'євка (Мар'євська сільська рада, Сакмарський район)
Мар'євка (Янгіз-Мар'євка; рос. Марьевка, Янгиз-Марьевка) — село у складі Сакмарського району Оренбурзької області, Росія.

## Населення
Населення — 665 осіб (2010; 714 у 2002).
Національний склад (станом на 2002 рік):
- росіяни — 58 %